# Émile Dubois (homme politique, 1913-1973)
Pour les articles homonymes, voir Dubois et Émile Dubois.
Émile Dubois, né le 9 août 1913 et mort le 9 septembre 1973, est un homme politique français.

## Biographie
Issu d'une famille ouvrière, Emile Dubois entre à l'usine, comme ouvrier, à l'âge de douze ans. Il suit cependant des cours du soir de sténo-dactylographie et, en 1928, il obtient un poste d'employé dans une société d'assurance.
Il s'engage très jeune, dans le sillage de son père, membre de la SFIO, en adhérant en 1929 aux jeunesses socialistes, et quelques années plus tard à la SFIO, et en étant un syndicaliste actif.
Licencié pour faits de grève, il travaille brièvement dans les assurances sociales avant d'obtenir un poste de secrétaire de mairie à Salomé en 1937.
Mobilisé au début de la seconde guerre mondiale, il est fait prisonnier et ne revient en France qu'en novembre 1941. Il organise alors l'aide locale aux prisonniers de guerre, puis s'engage dans la résistance, au sein du réseau « Voix du Nord ».
Après la guerre, il est élu conseiller général, du Nord, dans le canton de La Bassée, en septembre 1945, puis maire de Salomé en 1947.
Il obtient une certaine popularité auprès des autres élus locaux en s'impliquant fortement dans la généralisation de l'adduction d'eau.
Lors des législatives de 1951, il est candidat sur la liste présentée par la SFIO dans la deuxième circonscription du Nord. L'apparentement large des partis de la « troisième force » (SFIO, MRP et droite locale) permet aux socialistes d'obtenir cinq députés, et Emile Dubois est élu.
Secrétaire de la commission du travail et de la sécurité sociale à partir de 1954, il concentre son travail parlementaire sur les questions sociales : indemnisation du chômage, sécurité sociale, régime des loyers...
Parallèlement, il renforce son implantation locale. Réélu maire en 1953, il est porté à la présidence du Syndicat intercommunal du département l'année suivante, puis participe à la fondation de l'association des maires du Nord, dont il devient président en 1955.
Cela n'est pas suffisant pour assurer sa réélection comme député en 1956. Toujours placé en cinquième position sur la liste socialiste, il ne bénéficie pas cette fois de la dynamique des apparentements.
Il devient alors secrétaire administratif permanent de la fédération socialiste du Nord, jusqu'à son élection au Conseil de la République, en juin 1958. Cependant, cette année-là, il est battu aux cantonales par un républicain-socialiste, Henri Carlier.
L'année suivante, lors de la mise en place des institutions de la Cinquième République, il conserve son mandat au sein d'un Conseil de la République qui a retrouvé son nom de Sénat.
Il s'applique alors principalement à la défense des intérêts de son département, parfois sur des questions très techniques, comme la réforme du privilège des pêcheurs de Fort-Mardyck (1962), ou contre l'interdiction des combats de coqs (1963-65).
En 1964, il retrouve le conseil général du Nord.
Réélu sénateur en 1965, il participe activement aux travaux de la Haute Assemblée sur l'administration locale. Il s'intéresse surtout au statut des agents communaux dont il souhaite que la carrière soit plus équitable et harmonisée.
L'année suivante, il tente de s'opposer au vote de la loi instaurant les « communautés urbaines », qu'il juge contraire aux libertés communales.
Sa santé, cependant, se dégrade, et il doit renoncer progressivement à ses mandats. Après avoir quitté la présidence de l'association des maires, il ne se représente pas aux cantonales en 1970, puis démissionne de son poste de maire en 1972.
Il meurt en cours de mandat, en 1973, à l'âge de soixante ans.

## Détail des fonctions et des mandats
Mandat parlementaire
- 26 avril 1959 - 26 septembre 1965 : Sénateur du Nord
- 1951-1955 : député du Nord